# Umm Adasat Chalilijja
Umm Adasat Chalilijja – wieś w Syrii, w muhafazie Aleppo. W 2004 roku liczyła 881 mieszkańców.